# Nucli històric d'Almacelles
El nucli històric d'Almacelles és un conjunt històric d'Almacelles (Segrià) declarat bé cultural d'interès nacional. El municipi ha signat el conveni per a integrar-se i ser part activa de l'organisme internacional FACIL (Fòrum Obert de les Ciutats de la Il·lustració), formada per ciutats i poblacions d'arreu del món que tenen com a nexe comú el fet que foren dissenyades, concebudes i creades segons els cànons de la Il·lustració.

## Història
Durant la Guerra dels Segadors, Almacelles quedà arrasat i despoblat i passà a la Corona, però el 1773, el barceloní Melcior de Guàrdia i Matas va obtenir de Carles III la condició de senyor juridisccional del terme, que va comprar juntament amb el de Marmellar. L'arquitecte barceloní Josep Mas i Dordal va rebre l'encàrrec de dissenyar un poble nou; fou la primera retícula ortogonal projectada a Catalunya i estava formada per vuit illes amb un total de 40 cases, amb un eix central com a carrer principal d'11 m d'amplada i uns de perpendiculars com a secundaris. Al centre del poble hi hauria l'església parroquial de la Mare de Déu de la Mercè, i al davant, el palau del Senyor, però aquest darrer no es va arribar a construir. El 24 de setembre d'aquest any es va posar la primera pedra, i un any i mig més tard les primeres 20 cases al carrer de la Mercè ja eren construïdes; entre els compradors hi havia diverses famílies benestants de Barcelona i el mateix arquitecte.
Melcior de Guàrdia li va encarregar el projecte d'un canal de reg que portés les aigües del Noguera Ribagorçana des de l'assut de Castellonroi fins a Almacelles, Raimat, Gimenells i Vallmanya; enllestit cap al 1780, fou el precedent del Canal d'Aragó i Catalunya. Fins al 1910 no arribà l'aigua a la població, fet que ajudaria sens dubte al seu progressiu creixement; entre 1950 i 1959, l'arquitecte Marià Gomà i Pujades va reproduir i ampliar la retícula de Mas i Dordal amb fidelitat.

## Descripció
El centre històric d'Almacelles correspon als carrers Major i de la Mercè. Les cases (amb la façana dirigida al carrer principal i el pati al darrere) eren molt grans, però amb el temps van canviar de mans, i els nous propietaris les van dividir i de cadascuna en van fer diverses. Totes les façanes eren similars, molt senzilles i simètriques dintre d'un estil neoclàssic. A la planta baixa es troba una gran porta d'entrada amb arc escarser i en la clau central hi ha inscrita la data de construcció; en el primer pis les obertures són en forma de balcons amb una barana de forja treballada, i en l'últim hi ha finestres petites. Entre els pisos destaquen els frisos de pedra i, sota la teulada, una cornisa dentada.